# 沈阳国际中心
沈阳国际中心（英語：Shenyang International Center），曾命名宝能GFC、宝能环球金融中心，是中华人民共和国辽宁省沈阳市青年大道金廊区域的在建的超高层摩天大楼工程，由一座建造中388米的主楼、一座已封顶328米的副楼、和五座200米公寓楼组成。这个项目由英國阿特金斯建築師事務所設計（而負責設計此廈的建築師張國言曾設計深圳信興廣場），而結構工程師為廣州RBS容柏生工程師事務所，开发商为宝能集团。
大楼于2014年开始兴建，预计2027年完工，规划总建筑面积约106万平方米，主楼地上78层，地下5层，副楼地上80层。